# Torneuma maderensis
Torneuma maderensis é uma espécie de insetos coleópteros polífagos pertencente à família Curculionidae.
A autoridade científica da espécie é Stuben, tendo sido descrita no ano de 2002.
Trata-se de uma espécie presente no território português.